# Chimiokine

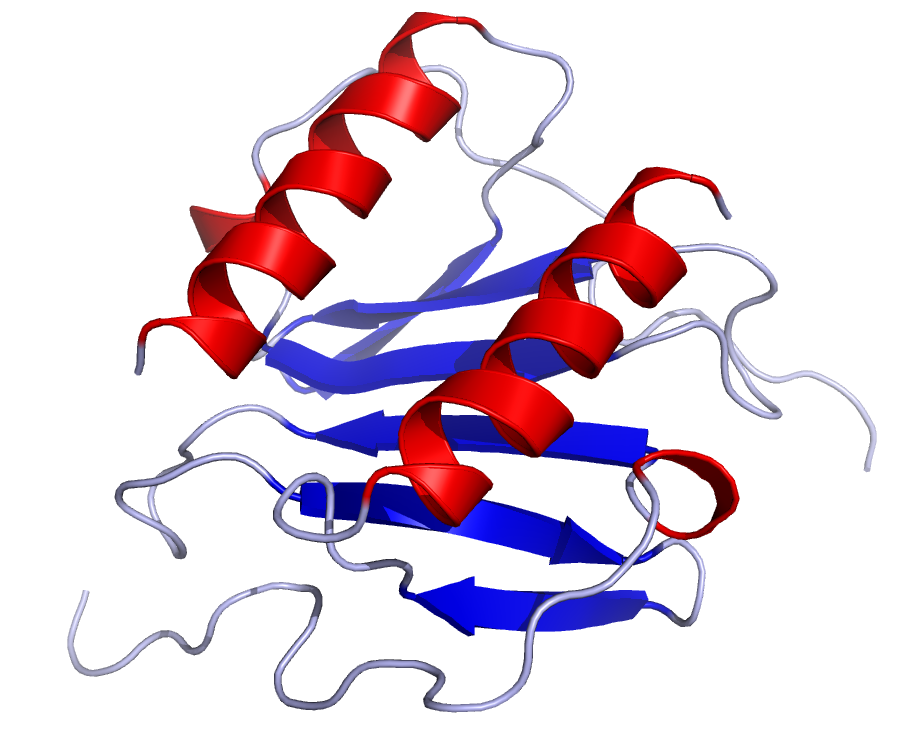
Structure en solution de l'Interleukine 8, une chimiokine de la sous-famille CXC

Les chimiokines (parfois appelées, par anglicisme, chémokines  (chemotactic cytokines)) sont une famille de petites protéines, majoritairement solubles, de 7-14 kilodaltons. Les chimiokines sont des cytokines chimiotactiques qui contrôlent les motifs de migration et le positionnement des cellules immunitaires. Il existe donc plusieurs sources de chimiokines, les neurones, les cellules endothéliales ou épithéliales et les leucocytes.
Leur action est très locale et elles visent principalement les leucocytes.Leur fonction la plus étudiée est l'attraction (chimiotactisme) et le contrôle de l'état d'activation des cellules du système immunitaire. D'autres fonctions leur ont été aussi attribuées, dans le développement embryologique ou la physiologie du système nerveux par exemple. Elles sont caractérisées par la présence de quatre résidus cystéine en des positions conservées nécessaires à la formation de leur structure tridimensionnelle.
Ces protéines sont structurellement conservées et adoptent un repli structurel dit de chimiokine avec une extrémité N-terminale et une boucle N flexibles suivies d'une feuille β antiparallèle à trois brins et d'une hélice α C-terminale. Le repli est généralement stabilisé avec quatre cystéines qui forment deux liaisons disulfure. Dans la séquence d'acides aminés. À ce jour[Quand ?], 43 chimiokines, sans compter les isoformes, sont connues chez l'homme.
Les chimiokines interagissent avec les récepteurs de chimiokines qui sont  aussi récepteurs  couplés aux protéines G ou serpentins. Ces récepteurs se trouvent principalement sur les leucocytes.
Les chimiokines sont retrouvées chez tous les vertébrés, certains virus et certaines bactéries, mais aucune n'a encore été décrite chez les invertébrés.

## Histoire
Historiquement, ces protéines ont été connues sous d'autres noms comme la famille SIS des cytokines, la famille SIG des cytokines, la famille SCY des cytokines, la superfamille du facteur-4 plaquettaire ou les intercrines.

## Classification
Les chimiokines sont classées en quatre sous-familles en fonction de l'espacement entre deux de leurs cystéines en position N-terminale.

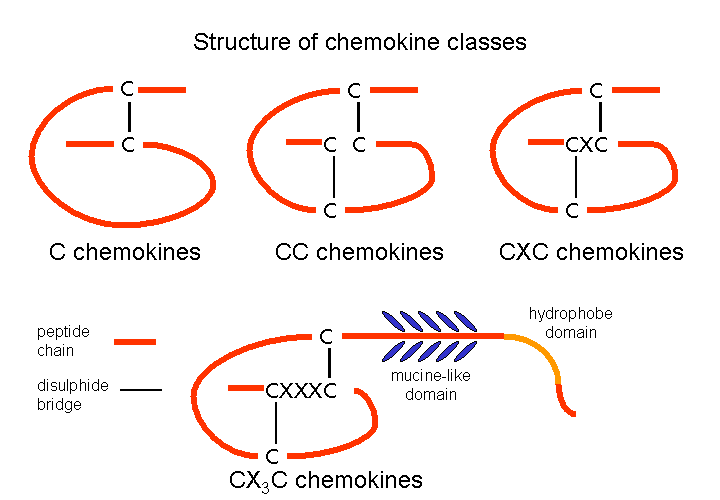
Les quatre familles de chimiokines.

### La famille CC ou beta
Les membres de cette famille possèdent deux premières cystéines adjacentes. Il en existe vingt-huit.
| Nom   | Récepteur | Gène | Ligands | Autres noms                         |
| ----- | --------- | ---- | ------- | ----------------------------------- |
| CCL1  | CCR8      |      |         | I-309, TCA-3                        |
| CCL2  | CCR2      |      |         | MCP-1                               |
| CCL3  |           |      |         | MIP-1α                              |
| CCL4  |           |      |         | MIP-1β                              |
| CCL5  |           |      |         | RANTES                              |
| CCL6  |           |      |         | C10, MRP-2                          |
| CCL7  | CCR2,     |      |         | MARC, MCP-3                         |
| CCL8  | CCR2      |      |         | MCP-2                               |
| CCL9  |           |      |         | MRP-2, CCF18, MIP-1γ                |
| CCL10 |           |      |         |                                     |
| CCL11 |           |      |         | Eotaxin                             |
| CCL12 | CCR2      |      |         | MCP-5                               |
| CCL13 | CCR2      |      |         | MCP-4, NCC-1, Ckβ10                 |
| CCL14 |           |      |         | HCC-1, MCIF, Ckβ1, NCC-2, CCL       |
| CCL15 |           |      |         | Leukotactine-1, MIP-5, HCC-2, NCC-3 |
| CCL16 | CCR2      |      |         | LEC, NCC-4, LMC, Ckβ12              |
| CCL17 |           |      |         | TARC, dendrokine, ABCD-2            |
| CCL18 |           |      |         | PARC, DC-CK1, AMAC-1, Ckβ7, MIP-4   |
| CCL19 |           |      |         | ELC, Exodus-3, Ckβ11                |
| CCL20 |           |      |         | LARC, Exodus-1, Ckβ4, MIP-3α        |
| CCL21 |           |      |         | SLC, 6Ckine, Exodus-2, Ckβ9, TCA-4  |
| CCL22 |           |      |         | MDC, DC/β-CK                        |
| CCL23 |           |      |         | MPIF-1, Ckβ8, MIP-3, MPIF-1         |
| CCL24 |           |      |         | Eotaxine-2, MPIF-2, Ckβ6            |
| CCL25 |           |      |         | TECK, Ckβ15                         |
| CCL26 |           |      |         | Eotaxine-3, MIP-4α, IMAC, TSC-1     |
| CCL27 |           |      |         | CTACK, ILC, Eskine, PESKY, skinkine |
| CCL28 |           |      |         | MEC                                 |

### La famille CXC ou alpha
Les membres de cette famille possèdent un acide aminé entre les deux premières cystéines. Il en existe dix-sept.
| Nom    | Récepteur | Gène | Ligands | Autres noms               |
| ------ | --------- | ---- | ------- | ------------------------- |
| CXCL1  |           |      |         | Gro-α, GRO1, NAP-3        |
| CXCL2  |           |      |         | Gro-β, GRO2, MIP-2α       |
| CXCL3  |           |      |         | Gro-γ, GRO3, MIP-2β       |
| CXCL4  |           |      |         | PF-4                      |
| CXCL5  |           |      |         | ENA-78                    |
| CXCL6  |           |      |         | GCP-2                     |
| CXCL7  |           |      |         | NAP-2, CTAPIII, β-Ta, PEP |
| CXCL8  |           |      |         | NAP-1, MDNCF, GCP-1       |
| CXCL9  |           |      |         | MIG, CRG-10               |
| CXCL10 |           |      |         | IP-10, CRG-2              |
| CXCL11 |           |      |         | I-TAC, β-R1, IP-9         |
| CXCL12 |           |      |         | SDF-1, PBSF               |
| CXCL13 |           |      |         | BCA-1, BLC                |
| CXCL14 |           |      |         | BRAK, bolekine            |
| CXCL15 |           |      |         | Lungkine, WECHE           |
| CXCL16 |           |      |         | SRPSOX                    |
| CXCL17 |           |      |         | DMC, VCC-1                |

### La famille CX3C ou delta
L'unique membre (la Fractalkine) possède trois acides aminés entre les deux premières cystéines.
| Nom    | Récepteur | Gène | Ligands | Autres noms                       |
| ------ | --------- | ---- | ------- | --------------------------------- |
| CX3CL1 |           |      |         | Fractalkine, Neurotactine, ABCD-3 |

### La famille C ou gamma
Les deux uniques membres (Lymphotactine alpha et beta) ne possèdent que 2 cystéines (le 2e et le 4e résidu).
| Nom  | Récepteur | Gène | Ligands | Autres noms                   |
| ---- | --------- | ---- | ------- | ----------------------------- |
| XCL1 |           |      |         | Lymphotactine α, SCM-1α, ATAC |
| XCL2 |           |      |         | Lymphotactine β, SCM-1β       |

## Rôles biologiques
Toutes les chimiokines exercent leurs fonctions en se fixant sur des récepteurs couplés aux protéines G.
Certaines chimiokines sont considérées comme pro-inflammatoires.
La sécrétion de ces chimiokines peut être induite lors de la réponse immune afin de favoriser l'arrivée de cellules du système immunitaire au niveau d'un site infectieux (notamment en activant l'intégrine des phagocytes).
D'autres chimiokines sont impliquées dans le contrôle de la migration de cellules au cours des processus de maintenance tissulaire ou au cours du développement.
Une chimiokine particulière, la fractalkine, est exprimée sous la forme d'une protéine membranaire et présente certaines propriétés dans l'adhérence cellulaire. Cependant, son clivage membranaire est possible libérant la protéine soluble pour une action paracrine.